# 克塞尔塔
克塞尔塔，是西班牙加泰罗尼亚塔拉戈纳省的一个市镇。总面积33平方公里，总人口1210人（2001年），人口密度37人/平方公里。